# HJ重工業
HJ重工業（エイチジェイじゅうこうぎょう、朝鮮語：HJ중공업)は、大韓民国の造船業・建設業企業。2021年までは韓進重工業(ハンジンじゅうこうぎょう)という社名であった。
日本統治時代の1937年に設立された朝鮮重工業は第二次世界大戦後の1950年に半官半民の大韓造船公社となり、1968年に極東海運に買収された。1988年に会社整理手続が始まり、1989年に韓進グループが買収し韓進重工業として操業を始める。その後、独占規制公正取引法により2005年に別グループとして韓進グループから独立した。2021年12月、社名をHJ重工業に変更した。

## 概要

### 造船
造船部門は、前身となった朝鮮重工業により1937年に設立された。釜山広域市影島区にある影島造船所は、大韓民国で最も古い造船所である。これ以外にも、2007年12月にフィリピンスービック湾自由貿易地区に70万坪に及ぶ造船所を建設しており、合計2つの造船所を運営している。2007年度上半期の受注残量が14位（191万CGT）を記録した。そのほか1991年に馬山市にある韓国タコマ造船所を買収したが、2007年に城東造船海洋に馬山の施設を売却している。
2010年代の造船不況では経営不振に陥る中、2018年にはフィリピンのスービック湾工場で、世界最大級のコンテナ船（20600TEU級（20フィートコンテナ換算））を竣工させる話題もある一方、韓国海軍が運用する独島級揚陸艦を建造した際の不正疑惑も報道されている。
2019年1月8日、スービック湾の造船工場を運営してきた韓進重工業のフィリピン法人が、現地の裁判所に会社更生法適用を申請。負債総額は約4億ドル。

### 建設
建設部門は1967年から浚渫工事を、1992年から2001年まで仁川国際空港の建設に参加し、永宗大橋を建設した。マンション部門は2006年から「へモロ（해모로）」というブランド名で建設を始めている。

### 鉄道
アジア通貨危機後に実施した構造改革のため、鉄道製造事業を現代ロテムと統合させた。

## 国内の競合他社
- HD現代重工業
- サムスン重工業
- 現代三湖重工業
- STX造船海洋
- ハンファオーシャン
- 城東造船海洋